# Dimitrie Bogos
Dimitrie Bogos (n. 14 iunie 1889, Grozești, gubernia Basarabia, Imperiul Rus – d. 14 mai 1946, București, România) a fost un om politic, ofițer, jurist și publicist 
român; ministru în Guvernul Take Ionescu și primar al Chișinăului între 1932 - 1933.

## Biografie
Dimitrie Bogos s-a născut pe 14 iunie 1889, în satul Grozești, gubernia Basarabia, Imperiul Rus. A absolvit Seminarul Teologic din Chișinău și Facultatea de Drept a Universității din Varșovia (1914). A participat la înființarea Cercului studenților moldoveni "Deșteptarea" din Kiev și Odesa, fondat în 1908 de Daniel Ciugureanu, Ștefan Ciobanu, Alexei Mateevici, Simion Murafa, Ștefan Berechet și alții, al cărui președinte a fost ales Daniel Ciugureanu. A participat la Primul Război Mondial, la lucrările Congresului Militarilor Moldoveni. Imediat după Congresul ostășesc din 20 octombrie 1917, a început să se preocupe de organizarea forțelor armate moldovenești dintre Prut și Nistru.
La ședința de deschidere a Sfatului Țării din 21 noiembrie 1917, a fost delegat al Comisariatului Militar Moldovenesc. Nu a fost validat, dar, ca urmare a experienței sale dobândită în armata țaristă, a fost numit în funcția de șef al statului major.
După Unirea Basarabiei cu România a fost numit prefect al județului interbelic Lăpușna (1918-1920), apoi director în Ministerul de Interne pentru Basarabia și ministru al Basarabiei, între 5 și 19 ianuarie 1922, în Guvernul Take Ionescu.
Între anii 1932-1933, a fost primar al municipiului Chișinău. Apoi a fost ales deputat în trei legislaturi în Parlamentul României, din partea Partidului Național Țărănesc. 
A colaborat cu articole la diverse reviste și ziare, în special în Viața Basarabiei. 
A scris o lucrare istorică cu privire la Basarabia, intitulată La răspântie. Moldova de la Nistru în anii 1917-1918, publicată la Chișinău în 1924. 
După invazia rusească din vara lui 1940 s-a refugiat la București, unde a decedat la 14 mai 1946. A fost înmormântat în Cimitirul Ghencea, fiind apoi transferat în cripta familiei de la Cimitirul Cernica, unde se odihnește alături de frații săi.

## Scrieri
- La răspântie: Moldova de la Nistru 1917-1918, Întreprinderea Editorial-Poligrafică Știința, Chișinău, 1998, 222 p (reeditare)[nefuncțională]
- Dimitrie Bogos, United States of Europe, Warsaw